# Aéroports de Paris
Aéroports de Paris o ADP (traducció: Aeroports de París) l'autoritat aeroportuària propietària i operadora de catorze aeroports civils i camps d'aviació repartits per l'àrea metropolitana de París i la regió de l'Illa de França. Entre els diferents aeroports que opera, els més destacats són l'Aeroport de París-Charles de Gaulle, l'Aeroport de París-Orly i l'Aeroport de París-Le Bourget. La seva seu empresarial està situada en el 14è arrondissement de París. Va ser creat com una corporació depenent del govern l'any 1945 però es va convertir en una societat anònima el 20 d'abril del 2005. Amb aquest canvi, la companyia va ser capaç de participar en associacions internacionals i inversions.
És el segon grup aeroportuari europeu en termes de facturació i el primer grup europeu pel que fa a les mercaderies i el correu. Compta amb prop de 460 companyies aèries com a clients. Amb les seves subsidiàries ADP Management, ADP Ingénierie, Alyzia i Hub Télécom, el grup ADP ha ajudat en la construcció i el manteniment dels aeroports i les seves infraestructures corresponents a més de 55 països. Aéroports de Paris està treballant per fer possible l'arribada de l'Airbus A380 a l'Aeroport de París-Charles de Gaulle.